# Charles Beauclerk, 2:e hertig av Saint Albans
Charles Beauclerk, 2:e hertig av St Albans, född den 6 april 1696, död den 27 juli 1751 i London och begravd i Westminster Abbey, var en brittisk ädling. Han var son till Charles Beauclerk, 1:e hertig av Saint Albans och lady Diana de Vere samt sonson till kung Karl II av England. 
Han kallades earl Burford till 1726, då han efterträdde sin far som hertig. År 1722 gifte han sig med Lucy Werden (1707-1752), dotter och arvtagerska till sir John Werden, 2:e baronet. De fick två barn:
- George Beauclerk, 3:e hertig av Saint Albans (1730-1786)
- Lady Diana Beauclerk (1740-1766), gift med Reverend Shute Barrington